# Kanton Saint-Étienne-Nord-Est-2
Kanton Saint-Étienne-Nord-Est-2 (francouzsky Canton de Saint-Étienne-Nord-Est-2) je francouzský kanton v departementu Loire v regionu Rhône-Alpes. Tvoří ho severovýchodní část města Saint-Étienne a obce Saint-Jean-Bonnefonds a Saint-Priest-en-Jarez.